# Betty Kurth

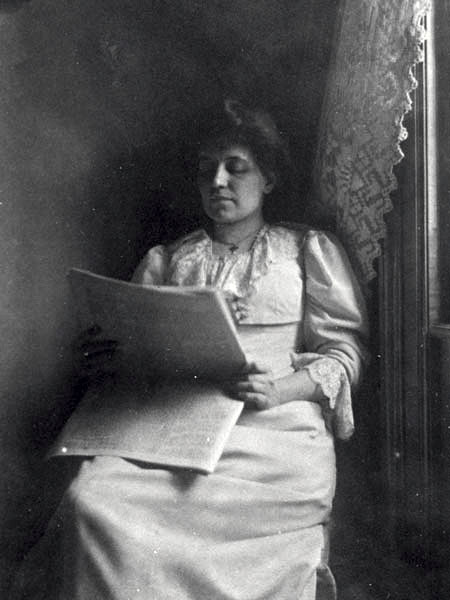
Betty Kurth, 1908

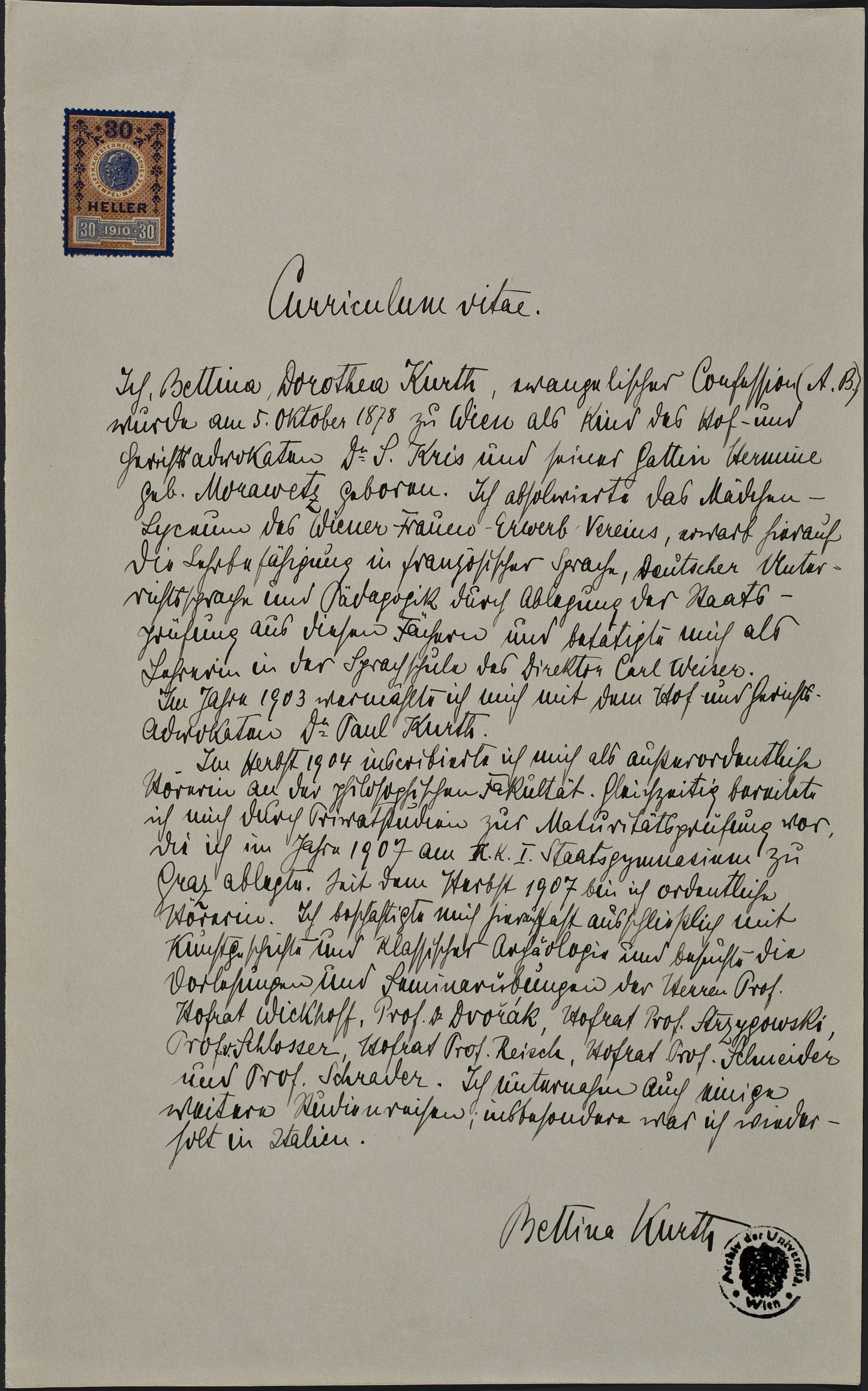
Eigenhändiger Lebenslauf um 1910

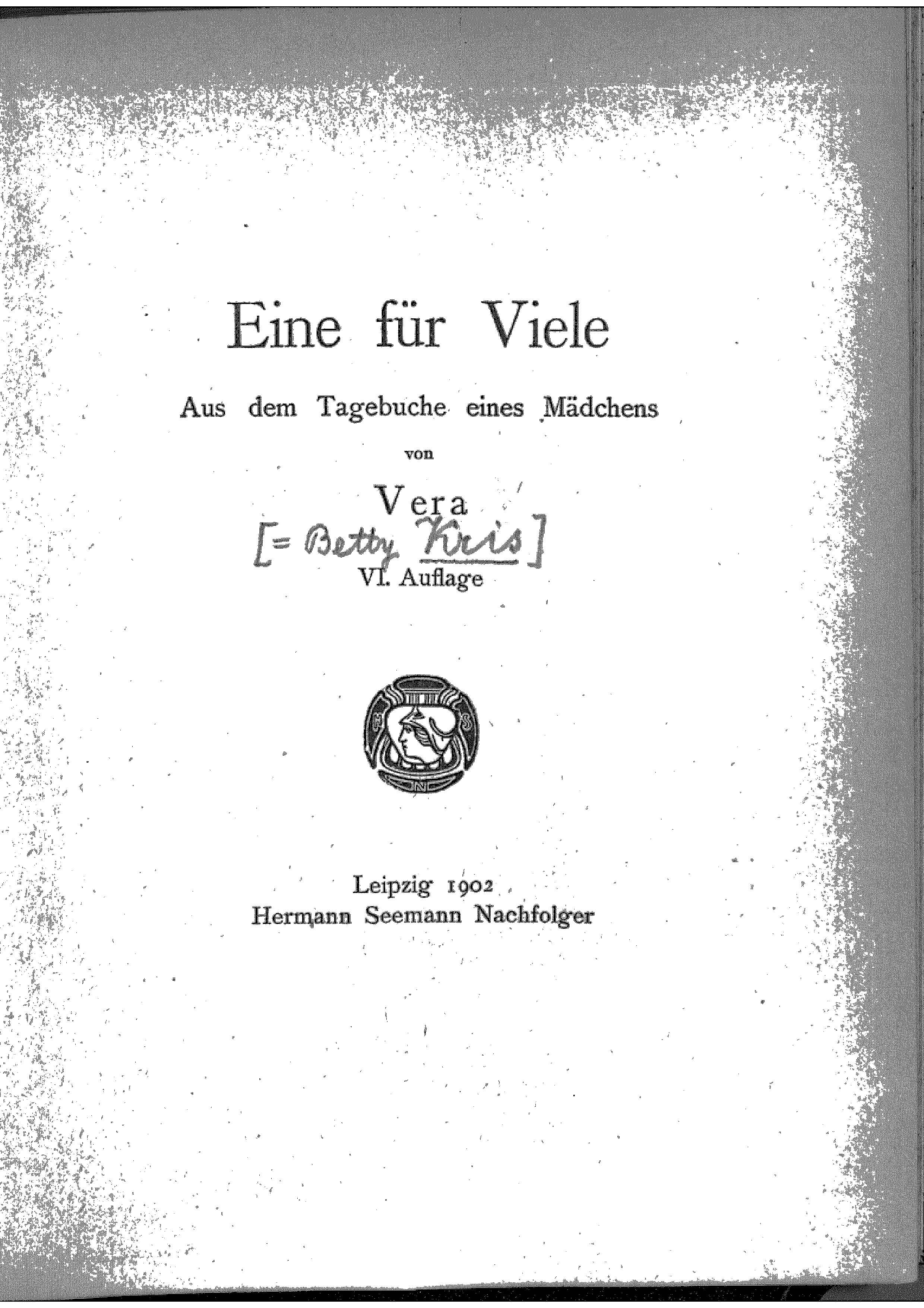
Titelseite von Eine für Viele

Betty Kurth (* 5. Oktober 1878 in Wien, Österreich-Ungarn; † 12. November 1948 in London), vollständiger Name Bettina Dorothea Kurth geb. Kris, war eine österreichische Kunsthistorikerin. Sie hat besonders über mittelalterliche Tapisserien geforscht.

## Leben
Ihre Eltern waren der Wiener Advokat Samuel Kris und dessen Ehefrau Hermine geb. Morawetz. Betty war eine Cousine des Kunsthistorikers Ernst Kris. Sie absolvierte das Lyzeum des Wiener Frauen-Erwerbs-Vereins und arbeitete dann als Lehrerin. 1903 heiratete sie den Rechtsanwalt Peter Paul Kurth (1879–1924).  Ab 1904 hörte sie an der Universität Wien als außerordentliche Studentin Kunstgeschichte und Klassische Archäologie, ab 1907 war sie dort als Studentin immatrikuliert. Sie war die erste Wiener Kunstgeschichtsstudentin und eine der ersten Studentinnen an der Universität Wien überhaupt. 1911 wurde sie mit einer von Max Dvořák betreuten Dissertation Die Fresken im Adlerturm zu Trient, „die dieses Denkmal zum ersten Mal ausführlich behandelte und in die oberitalienisch-französische Entwicklung vom Anfang des 15. Jahrhunderts einordnete,“ zum Dr. phil. promoviert.
Sie forschte als Privatgelehrte. Nach dem „Anschluss“ Österreichs an das nationalsozialistische Deutsche Reich musste sie 1939 als Jüdin emigrieren. Die Society for Protection of Science and Learning (SPSL) bemühte sich vergeblich um eine bezahlte Beschäftigung. Sie hielt Vorträge zum Beispiel am Londoner Warburg Institute und war zeitweise nahezu mittellos. 1941 gab der in die USA emigrierte österreichische Kunsthistoriker Hans Tietze der SPSL eine Spende für ihren Unterhalt. 1944 erhielt sie einen Werkvertrag mit der Glasgow Art Gallery zur Katalogisierung der Sir William Burrell Collection of Tapestries. 1948 kam sie bei einem Unfall ums Leben.
1900 veröffentlichte sie unter dem Pseudonym Vera ein fingiertes Tagebuch Eine für Viele. Das Buch „handelt von den sexuellen Nöten und Sehnsüchten eines jungen Mädchens und dessen Umgang mit der bürgerlichen Doppelmoral“ und erschien in 23 Auflagen.
Ihr kunstgeschichtliches Hauptwerk, 1926 in einem Textband und zwei Bildbänden erschienen, trägt den Titel Die deutschen Bildteppiche des Mittelalters. Sie widmete es dem Andenken ihres Mannes und schrieb im Vorwort:

„Die vorliegende Publikation, die ihre Entstehung einem Auftrage des Deutschen Vereins für Kunstwissenschaft verdankt, wagt zum erstenmal den Versuch, einen zusammenfassenden Überblick über die deutsche Bildwirkerei des Mittelalters zu geben. In langjähriger Sammeltätigkeit wurden die deutschen gewirkten Bildteppicht in Museen und öffentlichen Gebäuden, in Kirchenschätzen und Privatbesitz, und – soweit erreichbar – alle Stücke, die im Antiquitätenhandel auftauchten und verschwanden, systematisch untersucht und bearbeitet, insgesamt ein Corpus von über 320 Werken, die ihrer Aufbewahrung nach fast auf sämtliche Länder Europas, ja sogar auf russische und amerikanische Sammlungen verteilt sind. <…>
Stellt das Werk im Wesentlichen auch eine Materialsammlung dar, deren Neues und zum erstenmal Dargebotenes für ihre Fehler entschädigen möge, so wurde doch auch der Versuch gemacht, die einzelnen Wirkereien lokal und chronologisch zu bestimmen und in den Gesamtentwicklungsverlauf der Kunst einzuordnen, wobei rein intuitive Urteile, kunsthistorische Rutengänge tunlichst vermieden wurden. <…>
Das Erscheinen der Publikation, die schon 1913 in Angriff genommen wurde, ist durch mannigfache Schicksale aufgehalten worden. Haben schon die physischen und psychischen Hemmnisse des Krieges, die den Abschluß der Materialsammlung unmöglich machten, die Fertigstellung der Arbeit um mehrere Jahre verzögert, so wurden diese Hindernisse weit übertroffen durch die Schwierigkeiten, mit denen das Werk in der Nachkriegszeit zu kämpfen hatte. Der Satz des Werkes wurde 1920 begonnen. Dann stagnierte die Arbeit mehrere Jahre, bis die Übernahme durch den Verlag Schroll dem Werke ein schnelles Erscheinen ermöglichte. <…>
Ohne die Anregung und das tätige Interesse meines verstorbenen verehrten Lehrers Max Dvořák wäre es mir nicht möglich gewesen, die Arbeit zu beginnen und zu Ende zu führen. Meine Dankesschuld gebührt auch in besonderem Maße meinem verehrten Lehrer Julius von Schlosser, dessen stete rege Anteilnahme, dessen Anregungen und Perspektiven die Arbeit in jeder Hinsicht förderten, sowie Herr (sic!) Geheimrat Otto von Falke in Berlin, der durch seine reiche Erfahrung und seine unermüdliche Hilfsbereitschaft mir viele Schwierigkeiten aus dem Weg räumte.“

„Ihre drei monumentalen Bände über mittelalterliche deutsche Tapisserien sind nicht nur allen einschlägigen Wissenschaftlern unentbehrlich, sondern auch ein Muster für verantwortungsbewusste und erfolgreiche Forschung zu Technik, Stil, Geschichte und vor allem Ikonographie.“ Sie habe als erste die Wichtigkeit der Teppichmanufaktur in Tournai erkannt.

## Veröffentlichungen
- Die deutschen Bildteppiche des Mittelalters. Ein Textband, zwei Tafelbände. Schroll, Wien 1926 (Digitalisat der DNB).